# 雷法章

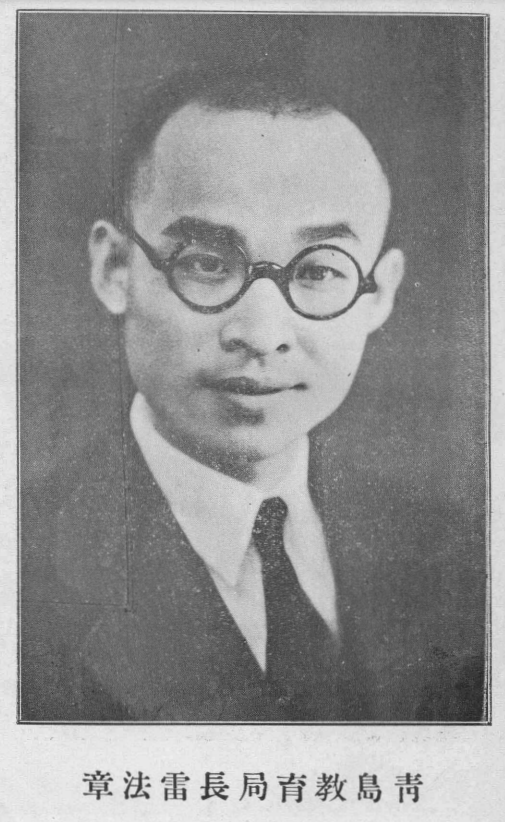
任青岛市教育局局长时的雷法章

雷法章（1902年10月7日—1988年8月28日），湖北汉川人，任中华民国内政部常务次长期间见证外蒙古獨立公民投票。

## 生平
光绪二十八年，出生。
1923年，毕业于华中大学文学院教育系，应聘天津南开学校教务主任。
1932年，应邀赴青岛任教育局局长。
1937年，抗战爆发，随军西迁。
1938年，任山东省政府委员。
1940年，兼省政府秘书长、训练团教育长、民政厅厅长。
1941年，调任农林部政务次长。
1944年，调任内务部常务次长，10月赴外蒙古，见证公投。
1946年，任浙江省政府秘书长。
1948年，调任考试院秘书长。
1949年，南京弃守，辗转广州、重庆，抵达台北。
1950年，任铨叙部部长.
1958年，受聘为总统府临时行政改革委员会委员。
1966年，任新埔工業專科學校（今圣约翰科技大学前身）籌備期間校长。
1988年，因病去世，享寿87岁。

## 亲属
- 妻子：文萍枝
- 长女：雷爱玲
- 二女：雷爱珞
- 三女
- 四女
- 长子
- 次子